# Seress Ákos
Seress Ákos (Budapest, 1958. november 24. – Columbus, Egyesült Államok, 2013. február 13.) magyar matematikus, egyetemi tanár.

## Életpályája
A budapesti Fazekas Mihály Gyakorlógimnáziumban végezte középiskolai tanulmányait, majd az Eötvös Loránd Tudományegyetem matematika szakán végzett.
Három alkalommal vett részt nemzetközi diákolimpiákon, ahol egy III. és két II. díjat kapott (Burgasz, Bulgária, 1975: III. díj; Lienz, Ausztria, 1976: II. díj; Belgrád, Jugoszlávia, 1977: II. díj).
Az egyetem elvégzése után rövid ideig a budapesti Rényi Alfréd Matematikai Kutatóintézetben dolgozott, majd 1985-ben doktorált az amerikai Columbus Ohio State University-n. Ezután visszakerült a Rényibe, majd 1989-ben visszatért Columbusba, és ott dolgozott haláláig.
Fáradhatatlan közösségépítő volt. Fél év alatt egy nagyon agresszív, gyors lefolyású veserák végzett vele.

## Munkássága
Első tudományos dolgozatait még egyetemista korában közölte. Kutatási területei: diszkrét matematika, algebra (csoportelmélet), algoritmusok bonyolultsága. Fontos könyve a 2003-ban megjelent Permutation Group Algorithms című szakkönyv.
83 cikk szerzője, amelyekre összesen 635 hivatkozás van. 63 szerzőtárssal dolgozott. Műveire 447 szerző hivatkozott. Összesen 12-en doktoráltak vezetésével.
Erdős-száma 1.